# 김옥이
김옥이(金玉伊, 1947년 12월 2일 ~ )는 대한민국의 군인 출신 정치인이다.
육군 대령 예편 이후 경기도의원을 지냈으며 이후 한나라당 소속으로 제18대 비례대표 국회의원으로 당선되었다.
2013년 11월 한국보훈복지의료공단 이사장으로 취임하였다.

## 학력
- 대구달성초등학교 졸업
- 대구일중학교(구.대구여자중학교) 졸업
- 대구여자고등학교 졸업
- 동아대학교 행정학과 학사
- 육군보병학교 졸업
- 국방대학교 행정학사
- 동국대학교 행정대학원 안보행정학과 행정학 석사

## 주요 경력
- 육군 제15대 여군단장 (예비역 보병 육군 대령)
- 2008년 5월 ~ 2012년 5월 : 제18대 한나라당 국회의원(비례대표)
- 2011년 6월 :  한나라당 7.4 전당대회 선거관리위원
- 2011년 ~ 2012년 : 새누리당 중앙여성위원장
- 2012년 : 새누리당 19대 클린공천 지원단 위원장
- 2013년 11월 ~ 2017년 8월 : 한국보훈복지의료공단 이사장

## 역대 선거 결과
| 실시년도 | 선거   | 대수 | 직책     | 선거구   | 정당     | 득표수      | 득표율          | 순위          | 당락 | 비고 |
| -------- | ------ | ---- | -------- | -------- | -------- | ----------- | --------------- | ------------- | ---- | ---- |
| 2008년   | 총선   | 18대 | 국회의원 | 비례대표 | 한나라당 | 6,421,727표 | \| \| 37.48% \| | 비례대표 21번 |      | 초선 |
|          | 37.48% |      |          |          |          |             |                 |               |      |      |